# Accolade
Accolade byla herní vydavatelská firma působící v 80. a 90. letech. Byla založena v roce 1984 Alanem Millerem a Bobem Whiteheadem, kteří opustili společnost Activision, kterou taktéž založili.

## Historie
Podle všeho Alan Miller a Bob Whitehead pojmenovali tuto společnost „Accolade“, protože by bylo abecedně zařazeno před „Activision“, a tak by byla definována nadřazenost jednoho podniku před druhým. Zrovna takhle uvažovali už při návrhu jména pro Activision nacházející se abecedně před „Atari“. Ale pak bývalí zaměstnanci Activisionu založili další společnost, která byla abecedně před Accolade a jmenovala se Acclaim. Potom přišla další společnost, založená ze stejného důvodu, která se jmenovala Absolute Entertainment a stala se tak v seznamu vývojářů první v abecedě.
V 80. letech Accolade vyvíjela hry převážně pro domácí herní počítače, jakými byly Commodore 64, Atari, Amiga, Apple II a nakonec také pro PC. Většina zaměstnanců pocházela původně z řad Activisionu, takže si s sebou přinesli cenné zkušenosti, díky nimž mohli vytvářet prvotřídní hry. Mezi jejich první tituly patřily například Law of the West, Test Drive a HardBall. Časem se Accolade začala orientovat i směrem ke konzolím NES, Sega Mega Drive, SNES a PlayStation, které byly v té době populární.
Na počátku 90. let společnost díky titulům Bubsy či Star Control II zaznamenala dobrý komerční úspěch. Nicméně od poloviny 90. let začala Accolade prodělávat díky malé recesi. V roce 1994 navíc odešel Alan Miller a o 5 let později se uskutečnil prodej společnosti francouzskému vydavateli her Infogrames. Accolade přestala prakticky existovat, jakmile se spojila s dceřinými podniky Infogrames a přesunula své sídlo ze San José do Los Angeles. Všechna její aktiva nyní vlastní Atari, která také patří společnosti Infogrames.

## Hry
Accolade vyrobila mnoho výrazných a úspěšných titulů. Mezi nejznámější hry a série patří Star Control, Test Drive, Jack Nicklaus Golf, HardBall a Bubsy.
- 4th & Inches 1987
- 4th & Inches Team Construction Disk 1988
- Accolade Comics  1987
- Accolade In Action  1990
- Ace of Aces 1986
- Altered Destiny 1990
- Ballz 1994
- Bar Games 1989
- Barkley: Shut Up and Jam! 1994
- Battle Isle 2 (PC) 1993
- Big Air (PlayStation) 1998
- Blue Angels: Formation Flight Simulation 1989
- Brett Hull Hockey 95 1994
- Bubble Ghost 1987
- Bubsy 3D: Furbitten Planet 1996
- Bubsy II 1994
- Bubsy in: Claws Encounters of the Furred Kind 1993
- Bubsy in: Fractured Furry Tales 1994
- The Cardinal of the Kremlin 1990
- Combat Cars (Sega Genesis) 1994
- Cyclemania (PC) 1994
- The Cycles: International Grand Prix Racing 1989
- Dam Busters 1984
- Day of the Viper 1989
- Deadlock: Planetary Conquest (PC) 1996
- Deadlock II: Shrine Wars (PC) 1998
- Don't Go Alone 1989
- Double Dragon 1988
- The Duel: Test Drive II 1989
- Elvira: Mistress of the Dark 1990
- Elvira II: The Jaws of Cerberus 1991
- Eradicator (PC) 1996
- Fast Break 1988
- Fight Night 1985
- The Game of Harmony 1990
- The Games: Summer Challenge 1991
- The Games: Winter Challenge 1992
- Grand Prix Circuit 1988
- Grand Prix Unlimited 1992
- Gunboat 1990
- Hardball! 1985
- HardBall II 1989
- HardBall III 1992
- HardBall 4 1994
- HardBall 5 1995
- HardBall 6 1998
- HardBall 6 - 2000 Edition 1999
- Hoverforce 1990
- Ishido: The Way of Stones 1990
- Jack Nicklaus 4 1997
- Jack Nicklaus 5 1998
- Jack Nicklaus Golf & Course Design: Signature Edition 1992
- Jack Nicklaus' Greatest 18 Holes of Major Championship Golf 1988
- Jack Nicklaus' Unlimited Golf & Course Design 1990
- Killed Until Dead 1986
- Law of the West 1985
- Les Manley in: Lost in L.A. 1992
- Les Manley in: Search for the King 1990
- Mean 18 1986
- Mike Ditka Ultimate Football 1991
- Mini-Putt 1987
- Pelé II: World Tournament Soccer 1994
- PO'ed 1995
- Power at Sea 1987
- Wikipedie: Space Station 1985
- Psi-5 Trading Company 1986
- Rack 'Em 1988
- Redline 1999
- Road & Car 1991
- Serve & Volley 1988
- Slave Zero (PC) 1999
- Snoopy's Game Club 1992
- Speed Racer in The Challenge of Racer X
- Star Control 1990
- Star Control II 1992
- Star Control 1 & 2 CD Compendium
- Star Control 3 1996
- Star Control Collection
- Steel Thunder
- Stratego
- Strike Aces
- SunDog: Frozen Legacy
- Super Bubsy
- Test Drive
- Test Drive 4 (PlayStation, PC)
- Test Drive 5 (PlayStation, PC)
- Test Drive II Car Disk: Muscle Cars
- Test Drive II Car Disk: The Supercars
- Test Drive II Scenery Disk: California Challenge
- Test Drive II Scenery Disk: European Challenge
- Test Drive II: The Collection
- Test Drive III: The Passion
- Test Drive Off-Road 3
- Test Drive: Off-Road
- Test Drive: Off-Road 2
- The Third Courier
- TKO
- The Train: Escape to Normandy
- Turrican
- Universal Soldier
- Unnecessary Roughness
- Unnecessary Roughness '95 (PC, Sega Genesis)
- Unnecessary Roughness '96 (PC)
- Waxworks (Amiga, DOS)
- Warp Speed (Sega Genesis)
- Winter Challenge
- Zero Tolerance (Sega Genesis)
- Zyconix